# Oedipodrilus anisognathus
Oedipodrilus anisognathus är en ringmaskart som beskrevs av Holt 1988. Oedipodrilus anisognathus ingår i släktet Oedipodrilus och familjen Cambarincolidae. Inga underarter finns listade i Catalogue of Life.